# Gene Kranz
Eugene Francis „Gene” Kranz (ur. 17 sierpnia 1933 w Toledo w stanie Ohio) – amerykański inżynier, emerytowany administrator i kierownik lotu NASA. Służył jako kierownik lotu (ang. Flight Director – FLIGHT) podczas misji w programach Gemini i Apollo, na tym stanowisku zastąpił pierwszego kierownika lotu w historii NASA Chrisa Krafta. Kranz jest najbardziej znany z prowadzenia zespołu kontrolerów, któremu udało się uratować załogę Apollo 13, historia ta została później zekranizowana, Kranza w filmie zagrał Ed Harris. Kranz był także kierownikiem lotu podczas pierwszego lądowania człowieka na Księżycu w trakcie misji Apollo 11. Charakterystycznymi cechami jego wyglądu są: fryzura z krótko przystrzyżonymi włosami oraz białe kamizelki, noszone przez niego w Centrum Kontroli Misji, szyte przez żonę Martę Kranz specjalnie z okazji każdej kolejnej misji, którą prowadził jako kierownik lotu.
Przyjaźni się z astronautami, z którymi pracował, pozostaje jedną z najbarwniejszych postaci związanych z amerykańskimi załogowymi lotami w kosmos, ucieleśnieniem hasła „NASA solidni i fachowi” (ang. NASA tough-and-competent) z Doktryny Kranza (ang. Kranz Dictum). Otrzymał od prezydenta USA Medal Wolności. W ankiecie z 2010 roku przeprowadzonej przez Space Foundation, Kranz zajął drugie miejsce na liście najpopularniejszych bohaterów eksploracji kosmosu.

## Dzieciństwo i wczesna młodość
Kranz urodził się 17 sierpnia 1933 roku w Toledo (Ohio) i uczęszczał do Central Catholic High School. Dorastał na farmie, z której było widać zakład firmy Willys-Overland produkujący samochody Jeep. Jego ojciec, Leo Peter Kranz, był synem niemieckiego imigranta i służył jako wojskowy sanitariusz podczas I wojny światowej. Ojciec Kranza zmarł w 1940 roku, Eugene miał wtedy tylko siedem lat. Kranz ma dwie starsze siostry Louise i Helen.
Wczesną fascynację Kranza lotami odzwierciedla temat pracy dyplomowej na zakończenie szkoły średniej: Projektowanie i możliwości zastosowania rakiet do lotów międzyplanetarnych. Po ukończeniu szkoły średniej w roku 1951, Kranz poszedł do college’u. Ukończył studia z tytułem licencjackim nauk technicznych (ang. Bachelor of Science) z inżynierii lotniczej na Parks College of Engineering, Aviation and Technology – Saint Louis University w 1954 roku. Czekając na miejsce na kursie dla przyszłych pilotów wojskowych zatrudnił się w McDonnell Aircraft Corporation w Saint Louis, gdzie pracował w wydziale badawczym. W 1955 roku Kranz ukończył kurs dla przyszłych pilotów wojskowych w bazie Lackland Air Force Base w Teksasie. W następnym roku ożenił się z Martą Cadeną, córką imigrantów z Meksyku, którzy uciekli do USA po Rewolucji meksykańskiej. W tym czasie Kranz dostał się w szeregi pilotów F-86 Sabre oraz ukończył kurs pilotażu najnowocześniejszego myśliwca F-100 Super Sabre. W czerwcu 1957 roku dostał przydział do ostatniego szwadronu F-86F w czynnej służbie stacjonującego w Korei, którego zadaniem było patrolowanie Koreańskiej Strefy Zdemilitaryzowanej.
Po powrocie z Korei, Kranz odszedł z armii i znalazł pracę, ponownie w McDonnell Aircraft Corporation, gdzie pracował przy projektach badawczych i testach pocisków w bazie Sił Powietrznych Holloman.

## Kariera w NASA

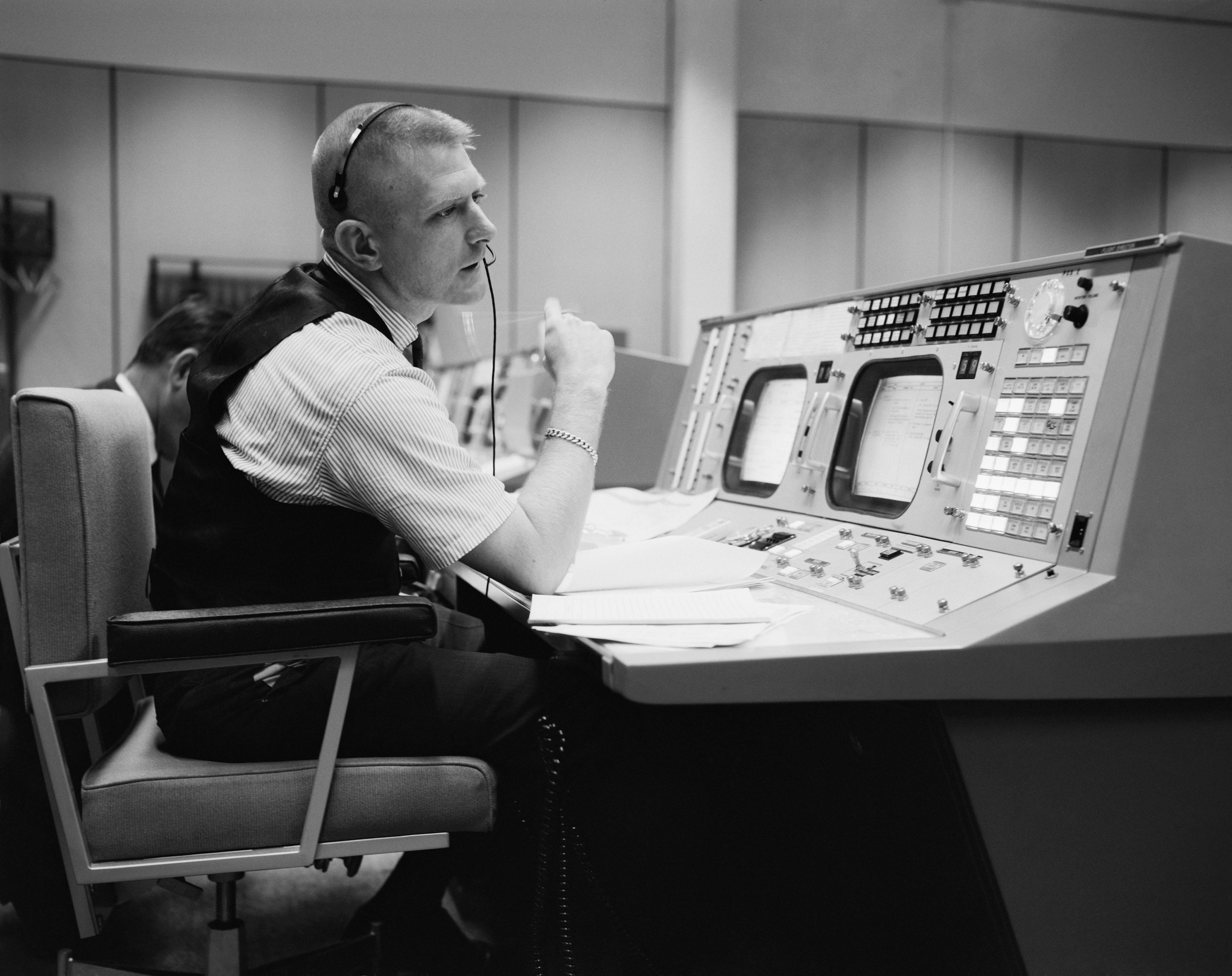
Kranz przy swojej konsoli 30 maja 1965, w sali kontroli lotu, Centrum Kontroli Misji, Houston.

Po zakończeniu testów do projektu pocisków, przy których pracował, Kranz odszedł z McDonnell. Po nieudanej próbie powrotu do Sił Powietrznych, rozpoczął 17 października 1960 roku pracę w Kosmicznej Grupie Zadaniowej NASA, której siedziba mieściła się wtedy w Langley Research Center w Wirginii. Christopher C. Kraft przydzielił mu zadanie opracowania procedur dla kontrolerów lotu w bezzałogowej misji Mercury-Redstone 1 (MR-1).
Jako oficer odpowiedzialny za procedury, Kranz miał za zadanie między innymi zintegrowanie MCC (ang. Mercury Control Center) z zespołem nadzorującym starty na Cape Canaveral na Florydzie oraz opracowanie procedur „Go/NoGo”, które określały, kiedy misja może być kontynuowana, a kiedy należy ją przerwać, jednocześnie pośredniczył w przekazywaniu informacji za pomocą dalekopisu, pomiędzy Cape Canaveral a zamiejscowymi stacjami śledzenia, zlokalizowanymi dookoła świata. Kranz pełnił te role we wszystkich misjach bezzałogowych i załogowych programu Merkury, łącznie z pionierskimi lotami MR-3 i MA-6, w których pierwsi Amerykanie odpowiednio przekroczyli granicę przestrzeni kosmicznej i okrążyli Ziemię po orbicie.
Po misji MA-6, został awansowany na asystenta kierownika lotu na potrzeby misji MA-7, w której w maju 1962 roku poleciał astronauta Scott Carpenter. Kranz pozostał na tym stanowisku do końca Programu Merkury (dwie misje) i przez trzy pierwsze misje programu Gemini. W kolejnych lotach Gemini został ponownie awansowany, tym razem na kierownika lotu a jego pierwszą misją w tej roli było Gemini 4 w 1965 roku, podczas tej trwającej cztery dni misji miał miejsce pierwszy amerykański spacer kosmiczny. W następnych latach Kranz pracował na stanowisku kierownika lotu w nieparzystych misjach programu Apollo, w tym Apollo 5, 7 i 9. Był także kierownikiem lotu w fazie lądowania na Księżycu podczas misji Apollo 11, w momencie kiedy moduł księżycowy Orzeł (ang. Eagle) wylądował na powierzchni Księżyca 20 lipca 1969 roku.

### Apollo 13

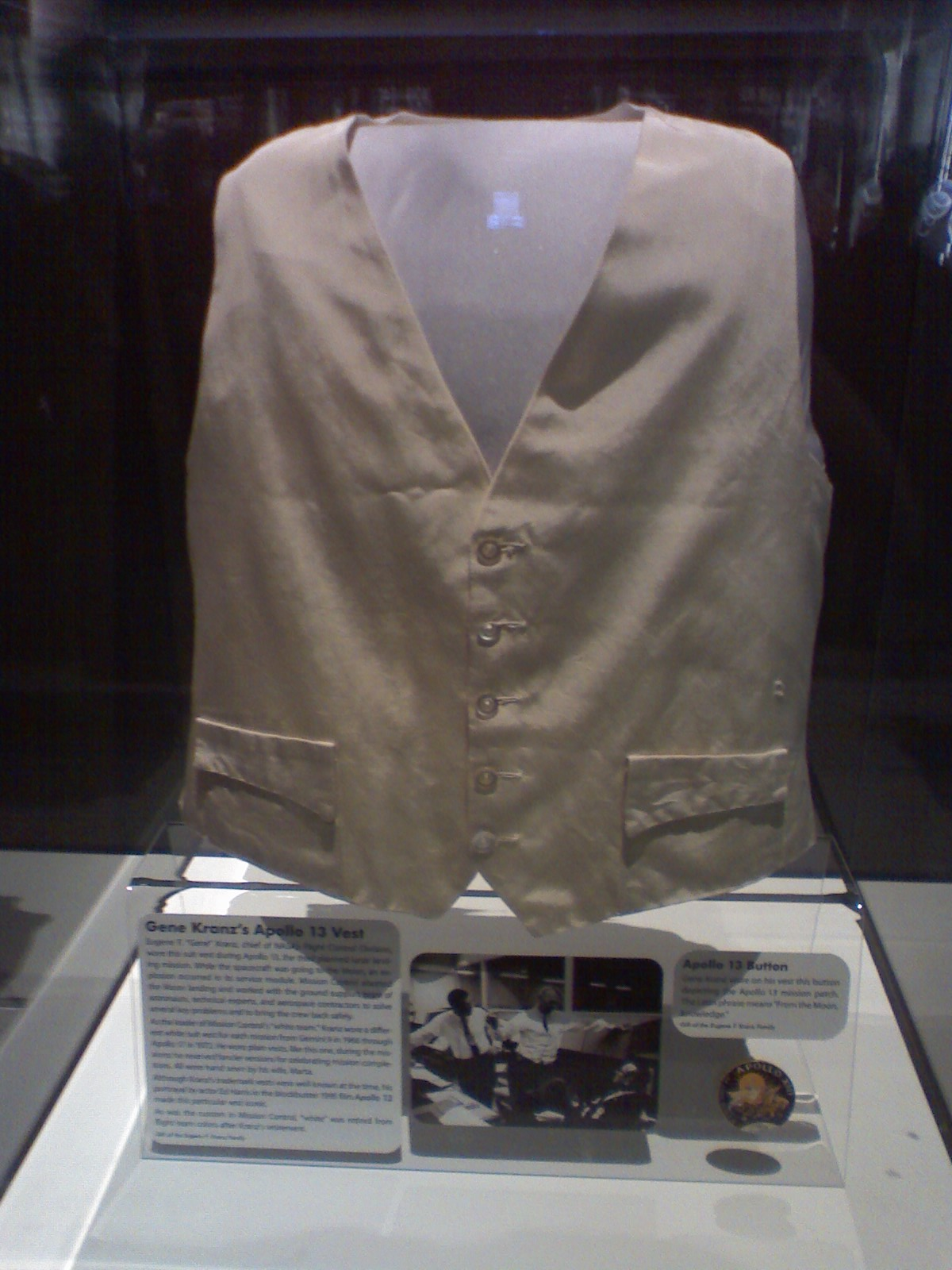
Kamizelka Kranza z misji Apollo 13 wraz z emblematem, obecnie wystawiona w National Air and Space Museum

Kranz najprawdopodobniej najbardziej znany jest z roli, jaką odegrał jako główny kierownik lotu podczas misji księżycowej Apollo 13. Zespół Biały Kranza pełnił służbę w momencie, gdy eksplozja uszkodziła Moduł Dowodzenia (CSM), to on zmierzył się z bezpośrednimi konsekwencjami wybuchu. W dalszej fazie misji pracę w sali kontroli lotów kontynuowały pozostałe zespoły kontrolerów. Kranz zaś koordynował prace nad procedurami, które miały uratować życie załogi. Zespół Biały kontrolował bezpośrednio jedynie dwa najważniejsze dla misji momenty, odpalenie silnika Modułu księżycowego LM przyspieszające powrót na trajektorię w kierunku Ziemi oraz ostatni etap: wejście w atmosferę i wodowanie. Kontrolerzy, tak jak astronauci, otrzymali Prezydencki Medal Wolności.

### Późniejsze lata
Kranz kontynuował pracę na stanowisku kierownika lotu do misji Apollo 17, podczas której po raz ostatni służył jako kierownik lotu nadzorując start z Ziemi. Później, w 1974 roku, został awansowany na Zastępcę Dyrektora Wydziału Operacji Kosmicznych (ang. NASA Mission Operations), w 1983 roku został jego dyrektorem. Kontynuował pracę w kontroli misji z kontrolerami, projektantami lotów. planistami i instruktorami. Otrzymywał zadania związane ze wszystkimi aspektami operacji prowadzonych przez promy kosmiczne. Podczas pierwszej misji promu kosmicznego (STS-1) był odpowiedzialny za ustalenie, w jakim stanie znajduje się osłona termiczna Columbii, po zgłoszeniu przez załogę jej widocznych uszkodzeń. Przeszedł na emeryturę w marcu 1994 roku po udanej misji STS-61, której celem była naprawa Teleskopu Hubble’a. Będąc na emeryturze Kranz napisał autobiografię pt. Porażka nie wchodzi w grę, a także rozwijał swoje pasje lotnicze: skonstruował dwupłatowiec akrobacyjny oraz latał w odrestaurowanym B-17. Nadal występuje publicznie m.in. wygłaszając prelekcje związane ze swoimi doświadczeniami w programie kosmicznym.

## Rodzina
Gene i Marta Kranz mają sześcioro dzieci: Carmen (ur. 1958), Lucy (1959), Joan Frances (1961), Mark (1963), Brigid (1964) i Jean Marie (1966).

## W kulturze popularnej
Kranz pojawia się jako postać w kilku ekranizacjach historii Programu Apollo. Po raz pierwszy w filmie telewizyjnym z 1974 roku pt. Houston, We've Got a Problem, gdzie zagrał go Ed Nelson. W filmie Apollo 13 Kranza zagrał Ed Harris, który za tę rolę otrzymał nominację do Oscara dla najlepszego aktora drugoplanowego. W kolejnym filmie telewizyjnym pt. Apollo 11 z 1996 w postać Kranza wcielił się Matt Frewer. Dan Butler zagrał Kranza w mini-serialu produkcji HBO zatytułowanym: From the Earth to the Moon.
Kranz pojawił się także osobiście w kilku produkcjach dokumentalnych, dzięki archiwom filmowym NASA, na przykład w Failure Is Not an Option wyprodukowanym przez kanał telewizyjny History oraz kolejnej części Beyond the Moon: Failure Is Not an Option 2, a także w audycjach tej stacji opartych o książkę The Right Stuff czy w zrealizowanym przez Discovery Channel When We Left Earth.
W niezależnej grze komputerowej Kerbal Space Program pojawia się niezależna postać kontrolera lotu o imieniu Gene Kerman, która ma charakterystyczne krótko ostrzyżone włosy oraz białą kamizelkę.

## „Porażka nie wchodzi w grę”
Słowa te przypisano Kranzowi, ponieważ w filmie Apollo 13 z 1995 roku grający go Ed Harris wypowiada tę właśnie kwestię (ang. failure is not an option). Później Kranz użył tych słów jako tytułu swojej autobiografii wydanej w USA w 2000 roku, uznał, że świetnie wyrażają one postawę ludzi pracujących w Centrum Kontroli Misji. Tytuł ten nosi także film dokumentalny z 2004 roku oraz jego kontynuacja (ang. Beyond the Moon: Failure Is Not an Option 2). Od tamtej pory zdanie to funkcjonuje jako slogan motywacyjny. Także sam Kranz chętnie używa go podczas swoich wykładów motywacyjnych, które wygłasza na całym świecie, także w historycznej sali kontroli lotu Apollo 13 w Christopher C. Kraft Jr. Mission Control Center.
Autorem hasła „porażka nie wchodzi w grę” jest tak naprawdę Bill Broyles, jeden ze scenarzystów Apollo 13, chociaż fraza jest oparta na podobnej wypowiedzi jednego z kontrolerów misji Apollo 13, nie Gene’a Kranza a Jerry’ego Bosticka (FDO – ang. Flight Dynamics Officer). Zapytany przez scenarzystów podczas rozmowy poprzedzającej produkcję filmu, czy w centrum kontroli misji kiedykolwiek wybuchła panika, Bostick odpowiedział: „Nie, kiedy działo się źle, po prostu spokojnie rozważaliśmy, jakie opcje wchodzą w grę, porażka do nich nie należała.”.

## „Doktryna Kranza”
Po pożarze kabiny Apollo 1, w którym zginęli astronauci Gus Grissom, Ed White i Roger Chaffee, Kranz zwołał spotkanie dla swojego oddziału i członków swojego zespołu. Następujące słowa, które wygłosił podczas tego zebrania, zawierają w sobie zasady, którymi powinni kierować się kontrolerzy oraz ostrzeżenia, które nadal pozostają aktualne, są one dziedzictwem Kranza w NASA:

Loty kosmiczne nigdy nie będą tolerować nieostrożności, nieudolności czy zaniedbania. Gdzieś, w jakiś sposób, nawaliliśmy. Mogło do tego dojść w fazie projektowania, budowy lub testowania. Cokolwiek to było, powinniśmy to wyłapać. Harmonogram został nakreślony zbyt entuzjastycznie, wszystkie problemy, jakie napotykaliśmy każdego dnia, zostawialiśmy do rozwiązania na później. Realizacja programu, w każdej jego części, była zagrożona, my również. Symulatory nie działały. Centrum Kontroli Misji nie nadążało właściwie na wszystkich obszarach działania, procedury lotu i testów codziennie ulegały modyfikacjom. Nic z tego, co robiliśmy, nie miało rąk i nóg. Nikt z nas jednak nie podniósł się i nie wykrzyknął: „Stop, do cholery!”.
Nie wiem jakie przyczyny tragedii odkryje komisja Thompsona, ale wiem, co sam odkryłem. To my jesteśmy przyczyną! Nie byliśmy gotowi! Nie zrobiliśmy tego, co do nas należało! Igraliśmy z ogniem i łudziliśmy się, że w dniu startu wszystko jakoś się ułoży, choć w głębi duszy dokładnie wiedzieliśmy, że potrzeba by cudu. Naciągaliśmy harmonogram w nadziei, że to przylądek pierwszy się potknie, a nie my.
Od dzisiaj kontrola lotu będzie znana pod hasłem: „solidność i fachowość”. Solidność oznacza, że zawsze jesteśmy odpowiedzialni za to co robimy, albo za to, czego nie uda nam się zrobić. Nigdy więcej nie będziemy tej odpowiedzialności spychać na innych. Za każdym razem, gdy wejdziemy do sali centrum kontroli, będziemy w pełni świadomi, co do nas należy.
Fachowość oznacza, że nigdy nic nie przyjmiemy za rzecz oczywistą. Nigdy nie pozwolimy, żeby nasza wiedza okazała się niewystarczająca, nasze umiejętności zbyt niskie. Kontrola lotu będzie funkcjonować perfekcyjnie.
Kiedy dzisiaj wyjdziecie z tego zebrania i wrócicie do gabinetu, pierwszą rzeczą, jaką tam zrobicie, będzie wypisanie na tablicy tych słów: „solidność i fachowość”. Nigdy, nigdy ich nie zetrzecie. Każdego dnia po wejściu do gabinetu, będą wam przypominać cenę, jaką Grissom, White i Chaffee zapłacili. Słowa te są waszą ceną za wstąpienie w szeregi kontroli misji.

## Wybrane odznaczenia i nagrody
- NASA Exceptional Service Medal – 1969 i 1970
- Prezydencki Medal Wolności – 1970
- NASA Distinguished Service Medal – 1970, 1982 i 1988
- NASA Outstanding Leadership Medal – 1973, 1993
- Nagroda Roberta R. Gilrutha, 1988, North Galveston County Jaycees
- The National Space Club; Inżynier Astronautyki Roku (ang. Astronautics Engineer of the Year Award), 1992
- Nagroda Ambasadora Eksploracji NASA (ang. NASA Ambassador of Exploration Award ), 2007[11]
- Miejsce w National Aviation Hall of Fame, 2015[12]